# 奥纳尔
奥纳尔（法語：Onard，法語發音：[ɔnaʁ]）是法国朗德省的一个市镇，属于达克斯区。

## 地理
奥纳尔（43°46'48"N, 0°50'15"W）面积6.15 平方千米，位于法国新阿基坦大区朗德省，该省份为法国西南部沿海省份，是法國本土面积第二大的省，北起吉倫特省，西临大西洋，南至大西洋比利牛斯省，东临热尔省，东北与洛特-加龍省接壤。
与奥纳尔接壤的市镇（或旧市镇、城区）包括：欧东、古茨、波亚讷、圣茹尔多里巴特、维克多里巴特、卡桑。

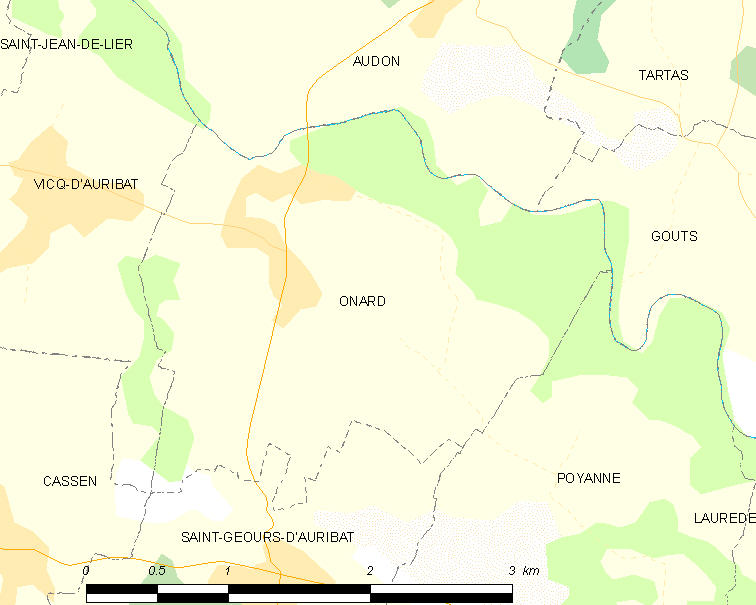
奥纳尔的OSM定位图

奥纳尔的时区为UTC+01:00、UTC+02:00（夏令时）。

## 行政
奥纳尔的邮政编码为40380，INSEE市镇编码为40208。

## 政治
奥纳尔所属的省级选区为沙洛斯山坡县。

## 人口

1962-2008年间奥纳尔人口变化图示

奥纳尔于2022年1月1日时的人口数量为376人。